# 西部方面衛生隊
西部方面衛生隊（せいぶほうめんえいせいたい、JGSDF Western Army Medical Service）は、陸上自衛隊健軍駐屯地（熊本県熊本市東区）に駐屯する西部方面隊隷下の衛生科部隊である。

## 概要
隊長は1等陸佐（二）が充てられ、西部方面隊直轄部隊の衛生業務を任務とするほか、災害派遣や民生協力、国際貢献活動も行っている。

## 沿革
- 2003年（平成15年）3月27日：西部方面衛生隊が健軍駐屯地に新編。

## 部隊編成
- 西部方面衛生隊本部
- 西部方面衛生隊本部付隊「西方衛-本」
- 第103野外病院隊「103野病」
- 第303救急車隊「303救」

## 主要幹部
| 官職名           | 階級    | 氏名     | 補職発令日     | 前職                       |
| ---------------- | ------- | -------- | -------------- | -------------------------- |
| 西部方面衛生隊長 | 1等陸佐 | 國島秀二 | 2023年08月01日 | 陸上自衛隊衛生学校主任教官 |

| 代 | 氏名       | 在職期間                        | 前職                                       | 後職                                                                                      |
| -- | ---------- | ------------------------------- | ------------------------------------------ | ----------------------------------------------------------------------------------------- |
| 01 | 東威志     | 2003年03月27日 - 2005年03月27日 | 防衛大学校総務部衛生課長                   | 自衛隊別府病院長 兼 南別府駐屯地司令                                                      |
| 02 | 桂幸一     | 2005年03月28日 - 2006年03月22日 | 部隊医学実験隊長                           | 自衛隊中央病院呼吸器科部長                                                                |
| 03 | 根本理     | 2006年03月23日 - 2008年03月25日 | 北部方面総監部医務官                       | 自衛隊中央病院整形外科部長                                                                |
| 04 | 大塚正征   | 2008年03月26日 - 2010年11月30日 | 陸上自衛隊衛生学校教育部長                 | 陸上自衛隊九州補給処総務部長                                                              |
| 05 | 松下芳太郎 | 2010年12月01日 - 2012年07月31日 | 部隊医学実験隊長 兼 自衛隊中央病院勤務     | 統合幕僚監部首席後方補給官付 後方補給官 兼 後方補給室勤務 兼 自衛隊中央病院脳神経外科勤務 |
| 06 | 柴田浩     | 2012年08月01日 - 2014年07月31日 | 自衛隊熊本病院外科部長                     | 自衛隊熊本病院副院長 兼 企画室長                                                          |
| 07 | 大川貴司   | 2014年08月01日 - 2017年07月31日 | 自衛隊福岡病院小児科部長 兼 医療安全評価官 | 自衛隊中央病院 メンタルリハビリテーション科部長 兼 小児科勤務 兼 中央即応集団司令部勤務   |
| 08 | 藤田真也   | 2017年08月01日 - 2020年03月15日 | 陸上幕僚監部衛生部企画室勤務               | 中部方面総監部監察官                                                                      |
| 09 | 白石智将   | 2020年03月16日 - 2021年03月25日 | 陸上自衛隊衛生学校教育部長                 | 陸上自衛隊関東補給処用賀支処長 兼 用賀駐屯地司令                                          |
| 10 | 品川真之   | 2021年03月26日 - 2023年07月31日 | 陸上幕僚監部衛生部薬務班長                 | 陸上自衛隊補給統制本部衛生部長                                                            |
| 11 | 國島秀二   | 2023年08月01日 -                | 陸上自衛隊衛生学校主任教官                 |                                                                                           |

## 主要装備
- 病院天幕
- 野外手術システム
- 1トン半救急車
- 1/2tトラック / 73式小型トラック
- 1 1/2tトラック / 73式中型トラック
- 3 1/2tトラック / 73式大型トラック
- 89式5.56mm小銃
- 9mm拳銃